# Tojowiec kondurango
Tojowiec kondurango, kondurango (Marsdenia condurango) – gatunek rośliny z rodziny trojeściowatych (Asclepiadaceae). Pochodzi z Andów na obszarze Kolumbii, Ekwadoru i Peru. 

## Morfologia
Krzewiaste pnącze o szarej korze. Młode pędy pokryte są oliwkowym lub zielonkawym kutnerem. Liście jajowatosecowate. Kwiaty drobne, wonne, zebrane w podbaldachy. Maja 5-dzielny kielich, niemal kółkową, 5-ząbkową koronę o białym kolorze i 1 słupek. Owocem jest torebka.